# 硬化油
硬化油（こうかゆ）とは、比較的融点の低い不飽和脂肪酸を多く含むために常温で液体となっている油脂に、水素付加（水添）を行い、より融点の高い飽和脂肪酸の割合を増加させ、常温で固形化した油脂のこと。同じ温度で液体だったものが、固体または半固体になることから、硬くなった油脂という意味で硬化油と呼ばれる。なお、水素付加によって不飽和脂肪酸の一部を飽和脂肪酸にしただけで、まだ不飽和脂肪酸も残っている硬化油を、部分硬化油と呼んで区別する場合もある。部分硬化油も含めた硬化油は、一般的に植物油や魚油に水素付加を行うことで製造される。
水素化の処理によって、健康に悪影響を与えるとされるトランス脂肪酸が生成されることが知られている。詳細は後述。

## 利用
1897年にポール・サバティエにより水素化の処理方法が発明されて植物油が固体化できるようになり、マーガリンやショートニングとして販売されるようになった。
食品としては、マーガリン、ファットスプレッド、ショートニング等の原料として利用される他、ステアリン酸を多く含むため、工業的には石けんなどの原料としても利用される。液体油を固形化することにより、液体油に比べ生産量の少ない脂肪の代用として有用である。また、一般的に油脂は酸化により過酸化脂質となるが、飽和脂肪酸は不飽和脂肪酸に比べて、酸化を受けにくいために変敗しにくく、保存性に優れるため、保存性の高い油脂として有用である。その他、動物性油脂に比べ、コレステロールの含有量が少ない。
食品以外の工業用にも界面活性剤の原料などとして用いられるもの（例えば硬化ひまし油）がある。

## 製造
オレイン酸やリノール酸などの不飽和脂肪酸を多く含む植物油などの油脂に、ニッケルなどの触媒を用いて水素付加を行う方法がある。これによって、不飽和脂肪酸の炭素同士の二重結合の場所に、水素が化学的に結合する。なお、この水素付加の工程は、水素添加 (水添)とも呼ばれる。原料としては植物油の他に、鯨油、魚油などが使われることもある。
マーガリンやファットスプレッドには、一部の不飽和脂肪酸に水素付加を行った部分硬化油が原料として用いられているが、この製造工程において、トランス脂肪酸が生成することが明らかとなっている。トランス脂肪酸は健康に対する影響が示唆されているため、部分硬化油に含まれるトランス脂肪酸の生成量が減るように、水素付加方法の改良に取り組んでいる製造企業もある。
なお、不飽和脂肪酸に対し、完全に水素付加を行った硬化油は不飽和脂肪酸であるトランス脂肪酸を含まない。